# Ronde van Italië 2015/Achtste etappe
De achtste etappe van de Ronde van Italië 2015 werd verreden op 16 mei 2015. De renners reden een bergrit van 186 kilometer van Fiuggi naar Campitello Matese. Onderweg lag er een berg van tweede categorie. De rit eindigde bergop; Campitello Matese was de eerste beklimming van eerste categorie in deze Giro. Beñat Intxausti was de laatste overgebleven vluchter en eiste de ritwinst voor zich op. De roze trui bleef in handen van Alberto Contador.

## Verloop
In het begin van de rit moest de Tinkoff-Saxoploeg van klassementsleider Alberto Contador de achtervolging inzetten, nadat Contador in het tweede peloton terecht was gekomen. Tien kilometer later was het gat alweer gedicht en in de eerste tussensprint, die wat verderop lag, werd Contador tweede (achter Eduard-Michael Grosu), wat hem twee bonificatieseconden opleverde. Hiermee verdubbelde hij zijn voorsprong op zijn naaste belager, de Italiaan Fabio Aru.
Op de eerste beklimming van de dag, de Forca d'Acero plaatste de Nederlander Steven Kruijswijk een demarrage. Een elftal renners probeerden de achtervolging op Kruijswijk in te zetten; naast de Belg Kristof Vandewalle waren dat Carlos Betancur, Francesco Manuel Bongiorno, Tom Danielson, Mauro Finetto, Beñat Intxausti, Przemysław Niemiec, Franco Pellizotti, Sébastien Reichenbach, Branislaw Samojlaw en Ilnoer Zakarin. Van die elf toonden Betancur en Pellizotti zich de beste klimmers; op de top van de Forca d'Acero hadden ze anderhalve minuut achterstand op Kruijswijk en in de afdaling wisten ze dat gat te dichten. Het drietal kreeg even later gezelschap van Vandewalle, die in zijn eentje de oversteek had gemaakt, en had op een gegeven moment tien minuten voorsprong op het peloton.
Nog voor de voet van de slotklim had Pellizotti zich uit laten zakken, waardoor een trio begon aan de klim richting Campitello Matese. Op elf kilometer van de top demarreerde Betancur, maar zijn aanval werd gepareerd door Kruijswijk. Betancur leek te veel hooi op zijn vork te hebben genomen, want hij kon de Nederlander niet volgen en werd wat later ook ingehaald door Vandewalle. Het gevaar voor Kruijswijk zou echter niet komen van de Belg; in de achtervolgende groep waren Intxausti en Reichenbach weggesprongen en hun achterstand op Kruijswijk was aan het slinken. Op het steilste stuk van de klim - een kilometer of vijf van de streep - kwamen die twee bij Kruijswijk en gingen ze op en over de Nederlander. Anderhalve kilometer verder moest Reichenbach passen op een versnelling van zijn Baskische vluchtmakker; Intxausti probeerde solo de meet te bereiken.
In het peloton plaatste Fabio Aru tot tweemaal toe een versnelling, maar Contador capituleerde niet. Ook Richie Porte, Rigoberto Urán en Aru's ploeggenoten Mikel Landa en Dario Cataldo konden volgen. Toen Landa echter aanzette volgde er niemand, en de Bask probeerde de ritzege binnen te halen. Hij wist Reichenbach nog in te halen, maar kwam twintig tellen tekort om ook Intxausti te pakken te krijgen. Die laatste nam ook de bergtrui over van Jan Polanc. Reichenbach gaf uiteindelijk een halve minuut toe op Intxausti en wist nog net uit de greep van de groep-Contador te blijven. Aru spurtte naar plek vier en liep zo - doordat Reichenbach niet was ingehaald - vier bonificatieseconden mis.

### Tussensprints
| Tussensprint Sora na 50,9 km |                      |        |
| Plaats                       | Naam                 | Punten |
| Winnaar                      | Eduard-Michael Grosu | 8      |
| 2                            | Alberto Contador     | 4      |
| 3                            | Branislaw Samojlaw   | 1      |
| 4                            | Franco Pellizotti    | –      |
| 5                            | Pavel Kotsjetkov     | –      |

| Tussensprint Isernia na 148,4 km |                    |        |
| Plaats                           | Naam               | Punten |
| Winnaar                          | Steven Kruijswijk  | 8      |
| 2                                | Kristof Vandewalle | 4      |
| 3                                | Carlos Betancur    | 1      |
| 4                                | Ilnoer Zakarin     | –      |
| 5                                | Franco Pellizotti  | –      |

### Bergsprints
| Beklimming Forca d'Acero na 80,7 km | Beklimming Forca d'Acero na 80,7 km | 2e cat. 26,0 km à 5,0% | 2e cat. 26,0 km à 5,0% |
| Plaats                              | Naam                                | Punten                 |                        |
| Winnaar                             | Steven Kruijswijk                   | 15                     |                        |
| 2                                   | Franco Pellizotti                   | 8                      |                        |
| 3                                   | Carlos Betancur                     | 6                      |                        |
| 4                                   | Beñat Intxausti                     | 4                      |                        |
| 5                                   | Przemysław Niemiec                  | 2                      |                        |
| 6                                   | Tom Danielson                       | 1                      |                        |

| Beklimming Campitello Matese na 186,0 km | Beklimming Campitello Matese na 186,0 km | 1e cat. 13,0 km à 6,9% | 1e cat. 13,0 km à 6,9% |
| Plaats                                   | Naam                                     | Punten                 |                        |
| Winnaar                                  | Beñat Intxausti                          | 35                     |                        |
| 2                                        | Mikel Landa                              | 18                     |                        |
| 3                                        | Sébastien Reichenbach                    | 12                     |                        |
| 4                                        | Fabio Aru                                | 9                      |                        |
| 5                                        | Alberto Contador                         | 6                      |                        |
| 6                                        | Richie Porte                             | 4                      |                        |
| 7                                        | Rigoberto Urán                           | 2                      |                        |
| 8                                        | Dario Cataldo                            | 1                      |                        |

### Meeste kopkilometers
| Naam              | Kilometers |
| ----------------- | ---------- |
| Steven Kruijswijk | 124        |

## Uitslag
| Fiuggi - Campitello Matese (186 km) |                       |                    |          |
| Plaats                              | Naam                  | Ploeg              | Tijd     |
| Winnaar                             | Beñat Intxausti       | Movistar           | 4u51'34" |
| 2                                   | Mikel Landa           | Astana             | +20"     |
| 3                                   | Sébastien Reichenbach | IAM                | +31"     |
| 4                                   | Fabio Aru (E)         | Astana             | +35"     |
| 5                                   | Alberto Contador      | Tinkoff-Saxo       | +35"     |
| 6                                   | Richie Porte          | Team Sky           | +35"     |
| 7                                   | Rigoberto Urán        | Etixx-Quick Step   | +35"     |
| 8                                   | Dario Cataldo         | Astana             | +35"     |
| 9                                   | Damiano Cunego        | Nippo-Vini Fantini | +45"     |
| 10                                  | Damiano Caruso        | BMC                | +45"     |
| 11                                  | Jon Izagirre          | Movistar           | +45"     |
| 12                                  | Giovanni Visconti     | Movistar           | +53"     |
| 13                                  | Andrey Amador         | Movistar           | +53"     |
| 14                                  | Leopold König         | Team Sky           | +53"     |
| 15                                  | Darwin Atapuma        | BMC                | +53"     |

## Klassementen
| Algemeen klassement |                   |                  |           |
| Plaats              | Naam              | Ploeg            | Tijd      |
| Roze trui           | Alberto Contador  | Tinkoff-Saxo     | 32u40'07" |
| 2                   | Fabio Aru         | Astana           | +4"       |
| 3                   | Richie Porte      | Team Sky         | +22"      |
| 4                   | Dario Cataldo     | Astana           | +30"      |
| 5                   | Mikel Landa       | Astana           | +42"      |
| 6                   | Roman Kreuziger   | Tinkoff-Saxo     | +1'00"    |
| 7                   | Giovanni Visconti | Movistar         | +1'16"    |
| 8                   | Rigoberto Urán    | Etixx-Quick Step | +1'24"    |
| 9                   | Damiano Caruso    | BMC              | +1'34"    |
| 10                  | Andrey Amador     | Movistar         | +1'38"    |

| Puntenklassement |                 |                         |        |
| Plaats           | Naam            | Ploeg                   | Punten |
| Rode trui        | Elia Viviani    | Team Sky                | 78     |
| 2                | André Greipel   | Lotto Soudal            | 75     |
| 3                | Marco Bandiera  | Androni Giocattoli-Sid. | 60     |
| 4                | Diego Ulissi    | Lampre-Merida           | 50     |
| 5                | Giacomo Nizzolo | Trek Factory Racing     | 47     |

| Bergklassement |                   |               |        |
| Plaats         | Naam              | Ploeg         | Punten |
| Blauwe trui    | Beñat Intxausti   | Movistar      | 39     |
| 2              | Mikel Landa       | Astana        | 19     |
| 3              | Steven Kruijswijk | LottoNL-Jumbo | 15     |
| 4              | Jan Polanc        | Lampre-Merida | 15     |
| 5              | Pavel Kotsjetkov  | Katjoesja     | 15     |

| Jongerenklassement |                        |                   |           |
| Plaats             | Naam                   | Ploeg             | Tijd      |
| Witte trui         | Fabio Aru              | Astana            | 32u40'11" |
| 2                  | Davide Formolo         | Cannondale-Garmin | +2'11"    |
| 3                  | Esteban Chaves         | Orica-GreenEdge   | +7'46"    |
| 4                  | Jan Polanc             | Lampre-Merida     | +19'25"   |
| 5                  | Francesco M. Bongiorno | Bardiani CSF      | +21'57"   |

| Ploegenklassement (tijd) |              |           |
| Plaats                   | Ploeg        | Tijd      |
| 1                        | Astana       | 97u22'29" |
| 2                        | Team Sky     | +3'32"    |
| 3                        | BMC          | +4'20"    |
| 4                        | Movistar     | +5'19"    |
| 5                        | Tinkoff-Saxo | +14'46"   |

| Ploegenklassement (punten) |                 |      |
| Plaats                     | Ploeg           | Tijd |
| 1                          | Orica-GreenEdge | 194  |
| 2                          | Astana          | 188  |
| 3                          | Movistar        | 141  |
| 4                          | Lampre-Merida   | 139  |
| 5                          | Southeast       | 118  |

### Overige klassementen
| Tussensprintklassement |                      |                         |        |
| Plaats                 | Naam                 | Ploeg                   | Punten |
| 1                      | Marco Bandiera       | Androni Giocattoli-Sid. | 30     |
| 2                      | Eduard-Michael Grosu | Nippo-Vini Fantini      | 21     |
| 3                      | Philippe Gilbert     | BMC                     | 20     |

| Combativiteitsklassement |                  |                         |        |
| Plaats                   | Naam             | Ploeg                   | Punten |
| 1                        | Jan Polanc       | Lampre-Merida           | 16     |
| 2                        | Marco Bandiera   | Androni Giocattoli-Sid. | 15     |
| 3                        | Philippe Gilbert | BMC                     | 14     |

| Strijdlustklassement |                    |                         |        |
| Plaats               | Naam               | Ploeg                   | Punten |
| 1                    | Marco Bandiera     | Androni Giocattoli-Sid. | 373    |
| 2                    | Nikolaj Michajlov  | CCC Sprandi Polkowice   | 225    |
| 3                    | Pierpaolo De Negri | Nippo-Vini Fantini      | 224    |

| Azzurri d'Italia |                |                   |        |
| Plaats           | Naam           | Ploeg             | Punten |
| 1                | André Greipel  | Lotto Soudal      | 5      |
| 2                | Davide Formolo | Cannondale-Garmin | 4      |
| 3                | Jan Polanc     | Lampre-Merida     | 4      |

| Premio Energy |                   |           |        |
| Plaats        | Naam              | Ploeg     | Punten |
| 1             | Fabio Aru         | Astana    | 4      |
| 2             | Giovanni Visconti | Movistar  | 4      |
| 3             | Joeri Trofimov    | Katjoesja | 4      |

## Opgaves
Geen
1e etappe ·
2e etappe ·
3e etappe ·
4e etappe ·
5e etappe ·
6e etappe ·
7e etappe ·
8e etappe ·
9e etappe ·
10e etappe ·
11e etappe ·
12e etappe ·
13e etappe ·
14e etappe ·
15e etappe ·
16e etappe ·
17e etappe ·
18e etappe ·
19e etappe ·
20e etappe ·
21e etappe
Startlijst · Eindstanden · Afbeeldingen